# Château de Larringes
Le château de Larringes est une ancienne maison forte, du Xe siècle, reconstruite au XIVe siècle, qui se dresse dans le pays de Gavot sur la commune de Larringes dans le département de la Haute-Savoie en région Auvergne-Rhône-Alpes.

## Situation
Le château de Larringes est situé dans le département français de la Haute-Savoie sur la commune de Larringes, au nord du bourg, sur un mamelon. Sa vue incomparable, des Alpes bernoises au Fort l'Écluse, des Monts du Jura au Mont-Blanc sur un rayon de plus de 100 kilomètres en faisait un véritable point stratégique.

## Historique
Le château est construit au Xe siècle sur un site très ancien. Des vestiges romains ainsi que des tombes du VIe siècle y ont été découvertes.
Rodolphe de Larringes restaure l'antique forteresse au milieu du XIIIe siècle. Entre 1284 et 1289 est cité Jacquet de Larringes.
Au début du XIVe siècle, il est entre les mains des comtes de Savoie qui le cèdent en 1334 à Guillaume de Chatillon. Ce dernier, vassal du comte de Savoie, reconstruit le château en 1341.
Un descendant de cette famille, Jean de Châtillon le cède à Jeannette de Neuvecelle, qui l'apporte en dot à Jean Tornier de Vevey. Il le vendra en 1439 à la famille d'Allinges. Il restera la propriété des marquis d'Allinges-Coudrée jusqu'en 1843 au décès de Joseph-Prosper d'Allinges-Coudrée.
En 1536 la maison forte est ruinée par les Bernois.
À la suite du traité de Lausanne de 1564, par lequel Berne restitue à la Savoie le Chablais occidental, Emmanuel-Philibert de Savoie érige au profit d'Antoine d'Allinges, Larringes en baronnie.
Héritier des marquis d'Allinges-Coudrée, le comte Alfieri di Sostegno le vend en 1858 à des cultivateurs qui le lèguent à leur arrière-petit-fils. Le château est ensuite acquis par le Marquis Antoine de Pasquier de Franclieu (1897-1987) en 1942. Le château est finalement vendu à la famille De Stoutz qui le rénove car le conflit a fait des ravages. Auparavant, en 1884, il avait subi d'importantes transformations.

## Description
Le château se présente sous la forme d'une enceinte quadrangulaire à l'origine fossoyé de 23 × 35 mètres de côté sur laquelle s'appuient trois logis autour d'une cour. On y accède du côté sud-est par une porte défendue par une bretèche que domine une grosse tour carrée de 8 mètres de côté faisant office de donjon. À l'intérieur de celui-ci, les appartements arborent des plafonds sculptés. Un châtelet qu'encadraient deux tours en protégeait l'accès.
Le château a été fortement remanié en 1884 et les fossés comblés à cette époque.
Aujourd'hui, propriété privée, le château ne se visite pas.